# آرثر جنكينز
آرثر جنكينز (بالإنجليزية: Arthur Jenkins)‏ هو نقابي وسياسي بريطاني (وحمل سابقاً جنسية المملكة المتحدة لبريطانيا العظمى وأيرلندا)، ولد في 1884، وتوفي في 25 أبريل 1946. حزبياً، نشط في حزب العمال. في الانتخابات العامة في المملكة المتحدة 1935 ‏، انتخب عضو برلمان المملكة المتحدة الـ37 عن دائرة Pontypool (UK Parliament constituency) ‏ (14 نوفمبر 1935 – 15 يونيو 1945) وفي الانتخابات العامة في المملكة المتحدة 1945 ‏، انتخب عضو برلمان المملكة المتحدة الـ38 عن دائرة Pontypool (UK Parliament constituency) ‏ (5 يوليو 1945 – 25 أبريل 1946).